# Abenteuer im Regenbogenland
Abenteuer im Regenbogenland (Originaltitel: Adventures in Rainbow Country) ist eine kanadische Fernsehserie, die 1969 zu großen Teilen bei den Whitefish Falls in der Nähe von Espanola gedreht wurde. Andere Szenen entstanden auf Birch Island und Manitoulin.

## Handlung
Die verwitwete Nancy Williams zieht ihre beiden Kinder Billy und Hannah in den Weiten des nördlichen Ontario groß; „an den Stromschnellen der Georgen-Bucht des Huron-Sees“. Dabei erleben sie etliche Abenteuer mit Indianern, Trappern und wilden Tieren, die sie auch mit Hilfe von Billys Freund, dem Ojibway Pete Gawa und dem Buschpiloten Dennis McGubgub bestehen.

## Zur Serie
Die Serie war sehr populär und wurde nie offiziell eingestellt; es wurden jedoch nach der ersten Staffel keine weiteren Folgen mehr produziert. Prominente Gaststars traten in Rollen auf, so Gordon Pinsent, Margot Kidder und Eric Christmas. Die Distrikte Sudbury und Manitoulin werden bis heute als Rainbow Country touristisch beworben und besucht.
Es erschienen 1971 dazu Bücher bei der Münchener Verlagsbuchhandlung Breitschopf („Die Indianer vom Weissfischfluss“; „Das Geheimnis der blauen Berge“) sowie ab 1971 ein Quartettspiel von Piatnik (Wien; Nr. 329).

## Episodenliste
| Nr. | Episodentitel                    | Originaltitel                     | Erstausstrahlung (Deutschland) |
| --- | -------------------------------- | --------------------------------- | ------------------------------ |
| 1   | Der Fallschirm                   | La Chute                          | 20. September 1970             |
| 2   | Das Geheimnis der Walrückenbucht | Roar of the Hornet                | 6. Dezember 1970               |
| 3   | Der Fall Frank Williams          | The Frank William's File          | 4. Oktober 1970                |
| 4   | Der Junge, der die Tiere liebt   | The Boy Who Loved Animals         | 24. Januar 1971                |
| 5   | Hechte verlieren ihre Zähne      | The Muskies Have Lost Their Teeth | 20. Dezember 1970              |
| 6   | Panik im Busch                   | Panic in the Bush                 | 25. Oktober 1970               |
| 7   | Das Nadelöhr                     | The Eye of the Needle             | 15. November 1970              |
| 8   | Die schnellen Wasser             | Lac Du Diable                     | 13. Dezember 1970              |
| 9   | Das Mädchen auf dem Hochseil     | Gilt on a Tightrope               | 22. November 1970              |
| 10  | Der Indianerberg                 | Dreamer's Rock                    | 28. März 1971                  |
| 11  | Der Eremit                       | The Hermit                        | 14. März 1971                  |
| 12  | Der Junge aus Spanisch Harlem    | The Boy From Spanish Harlem       | 18. Oktober 1970               |
| 13  | Die sterbende Stadt              | The Town That Died                | 8. November 1970               |
| 14  | Die Wand des Schweigens          | A Wall of Silence                 | 3. Januar 1971                 |
| 15  | Picknick                         | The Bird Watchers                 | 17. Januar 1971                |
| 16  | Das lange Rennen                 | Long Tough Race                   | 1. November 1970               |
| 17  | Der Teufelssee                   | Lake on Blue Mountain             | 14. Februar 1971               |
| 18  | Das gestohlene Schiff            | Stolen Tugboat                    | 7. März 1971                   |
| 19  | Verdächtig                       | The Skydiver                      | 11. Oktober 1970               |
| 20  | Der Turm                         | The Tower                         | 27. September 1970             |
| 21  | Der Tod im See                   | Mystery at Whaleback Bay          | 31. Januar 1971                |
| 22  | Die Spur                         | Milk Run                          | 27. Dezember 1970              |
| 23  | Besuch aus Montreal              | Where the Rice Grows Wild         | 10. Januar 1971                |
| 24  | Nächtlicher Anruf                | The Night Caller                  | 7. Februar 1971                |
| 25  | Die Flucht                       | Pursuit Along the Aux Sauble      | 21. März 1971                  |
| 26  | Eli Rocques Heimkehr             | The Return of Eli Rocque          | 29. November 1970              |